# Balakən (stad)
Balakən is een stad in Azerbeidzjan en is de hoofdplaats van het district Balakən.
De stad telt 9400 inwoners (01-01-2012).